# 숭의과학기술고등학교 축구부
숭의과학기술고등학교 축구부는 광주광역시에 위치한 숭의과학기술고등학교의 축구부이다. 숭의과학기술고등학교가 운영했었던 축구부로 1976년에 창단됐었다.

## 참고 문헌
- “KFA 통합경기정보 시스템”. 대한축구협회.

## 같이 보기
- 숭의과학기술고등학교